# Число Онезорге
Число Онезорге (Oh) — критерій подібності в гідродинаміці, аналогічний числу Лапласа, і рівний відношенню сил поверхневого натягу до інерційних сил. Визначається виразом:
{\displaystyle \operatorname {Oh} \,={\frac {\eta }{\sqrt {\sigma \,\rho \,L}}}\,={\frac {1}{\sqrt {\operatorname {La} }}}},
де
- {\displaystyle \sigma \,} — коефіцієнт поверхневого натягу;
- {\displaystyle \eta \,} — динамічна в'язкість;
- {\displaystyle L\,} — характеристична довжина;
- {\displaystyle \operatorname {La} \,} — число Лапласа.

Число Онезорге використовується в процесах сушіння розпиленням, де рідина утворює краплі, які потрапляють в дуже гарячий простір. Контроль за розміром крапель і швидкістю сушки дуже важливий, щоб отримати продукт, який вже не вологий, але ще не пошкоджений від довгого впливу високої температури.